# Stora göl (Bäckebo socken, Småland)
Stora göl är en sjö i Nybro kommun i Småland och ingår i Snärjebäckens huvudavrinningsområde. Sjön har en area på 0,142 kvadratkilometer och ligger 128 meter över havet. Sjön avvattnas av vattendraget Millemålabäcken.

## Delavrinningsområde
Stora göl ingår i det delavrinningsområde (630853-150888) som SMHI kallar för Mynnar i Snärjebäcken. Medelhöjden är 114 meter över havet och ytan är 23,87 kvadratkilometer. Det finns ett avrinningsområde uppströms, och räknas det in blir den ackumulerade arean 30,51 kvadratkilometer. Millemålabäcken som avvattnar avrinningsområdet har biflödesordning 2, vilket innebär att vattnet flödar genom totalt 2 vattendrag innan det når havet efter 34 kilometer. Avrinningsområdet består mestadels av skog (90 %). Avrinningsområdet har 0,3 kvadratkilometer vattenytor vilket ger det en sjöprocent på 1,2 %.